# Інтернешнл Нью-Йорк таймс

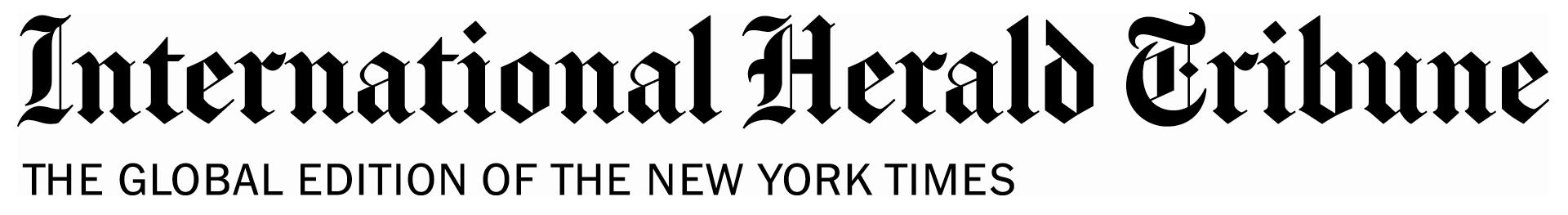

Інтернешнл Нью-Йорк таймс, (раніше «Інтернешнл геральд триб'юн»; англ. International New York Times англ. ex - International Herald Tribune) - багатотиражна міжнародна газета англійською мовою. Друкується в 35 відділеннях по всьому світу для продажу в більш ніж 180 країнах. Загальний наклад - більше 240 тис. екземплярів. В даний час це фактично міжнародна версія газети  The New York Times. 
INYT входить до медіа-холдингу The New York Times Company. Вона була заснована в Парижі в 1887 році.

## Історія
Підприємець Джеймс Гордон Беннетт-молодший заснував «Париж Геральд» як європейську версію «Нью-Йорк Геральд» 4 жовтня 1887.
У 1959 році газету придбав Джон Хей Уїтні, бізнесмен і посол США у Великій Британії, в грудні 1966 року співвласниками газети стала компанія «Вашингтон пост». У травні 1967 року співвласником газети стала компанія «Нью-Йорк таймс». З цього часу вона стала називатися «Інтернешнл геральд триб'юн».
У 1991 році єдиними і рівними співвласниками газети залишилися «Вашингтон пост» і «Нью-Йорк Таймс».
У 2007 році «Вашингтон пост» продала свою частку акцій і єдиним власником газети стала компанія «Нью-Йорк таймс».

### Перейменування
У 2013 році газета була перейменована на International New York Times. У жовтні вийшов останній випуск газети під оригінальною назвою з понад 100-річною історією.

## Афілійовані видання
- «Аль Ватан Дейлі» (Кувейт)
- «Дейлі Стар» (Ліван)
- «Асахі сімбун» (Японія)
- «ДжунгАнг Дейлі» (Південна Корея)
- «Га-Арец» (Ізраїль)
- «The Moscow Times» (Росія)
- «Катімеріні» (Греція)
- «El País» (Іспанія)
- «Дейлі Стар» (Єгипет)
- «Деккан Кронікл» (Індія)